# Marwan Hamadeh
Marwan Mohammed Ali Hamadeh, Marwan Hamadé, Marwan Hamadi, arab.: مروان حمادة ; (ur. 11 września 1939 w Bejrucie) – libański polityk związany z Socjalistyczną Partią Postępu, druz, wielokrotny minister różnych resortów (m.in. telekomunikacji, gospodarki i edukacji), brat Nadii Tueni, wuj Dżubrana Tueniego. Hamadeh został ranny w zamachu 1 października 2004. Od 1991 jest deputowanym Zgromadzenia Narodowego, gdzie reprezentuje dystrykt Asz-Szuf.